# Nationales Institut für Wirtschaft
Das Nationale Institut für Wirtschaft (russisch Национальный Институт Бизнеса, kurz НИБ, NIB) in Moskau wurde 1995  von der Moskauer Universität für Geisteswissenschaften gegründet. Die staatliche Zulassung wurde 2005 erreicht. Bei den letzten Rankings belegte es immer einen Platz unter den 10 besten Universitäten Russlands. Das NIB befindet sich auf einem 55 ha großen Gelände, wird derzeit von rund 3000 Studenten besucht und hat 80 Professoren und 120 Dozenten.

## Führung
- Präsident: Igor Michailowitsch Iljinski (Игорь Михайлович Ильинский)[1]

## Bildung
Der Schwerpunkt in der Bildung des NIB liegt auf der Lehre von
- Wirtschaft und Jura
- Management
- Geld- und Kreditwesen
- Marketing
- Rechnungswesen
- Audit
- Betriebswirtschaftslehre

Studienmöglichkeiten gibt es in Form von Tages-, Abend- oder Fernstudium. Das Institut verfügt über eine Bibliothek, einen eigenen Verlag und einen Sportkomplex.
Eine enge Zusammenarbeit besteht mit der Universität Bremen, mit der es einen Studentenaustausch gibt und die auch entsprechende Praxiserfahrungen in Deutschland vermittelt. Im Großraum Moskau ist das Institut auch bekannt dafür, dass es Konkursverfahren übernimmt oder durch innovative Ideen Hilfestellungen bei Unternehmenssanierungen gibt, die gleichzeitig eine praktische Erfahrung für die Studierenden sind.